# Каталинас (станция метро)
Каталинас — станция метро Буэнос-Айреса, принадлежащая линии E. Она расположена ниже проспекта Леандро Н. Алема, между улицами Парагвай и Марсело Т. де Альвеар, в районе Ретиро. Своим названием, станция обязана зданиям Catalinas Norte, расположенным на проспекте Леандро Н. Алема, где расположены многочисленные офисы, многие из которых предназначены для сферы информационных технологий.
Станция расположена ниже Каталинас-Норт.

## Оформление
Станция имеет центральную платформу. Декор — стены сочетают в себе прямоугольники разных оттенков фиолетового и зеленого цветов.